# 龚垭镇
龚垭镇, 2020前称为龚垭乡，是中华人民共和国四川省甘孜藏族自治州德格县下辖的一个乡镇级行政单位。

## 行政区划
龚垭镇下辖以下地区：
龚垭村、普西村、更达村、格苏村、康公村、雨托村、血呷村、折学村、洞庄村、秧达村和来格村。